# Cuitlauzina
Cuitlauzina – rodzaj roślin z rodziny storczykowatych (Orchidaceae). Obejmuje 8 gatunków występujących w Ameryce Środkowej i Południowej w takich krajach jak: Kolumbia, Kostaryka, Salwador, Gwatemala, Meksyk, Nikaragua, Panama.

## Systematyka
Rodzaj sklasyfikowany do podplemienia Oncidiinae w plemieniu Cymbidieae, podrodzina epidendronowe (Epidendroideae), rodzina storczykowate (Orchidaceae), rząd szparagowce (Asparagales) w obrębie roślin jednoliściennych.
Wykaz gatunków
- Cuitlauzina candida (Lindl.) Dressler & N.H.Williams
- Cuitlauzina cariasii Archila, Szlach. & Chiron
- Cuitlauzina convallarioides (Schltr.) Dressler & N.H.Williams
- Cuitlauzina dubia (S.Rosillo) Yañez & Soto Arenas ex Solano
- Cuitlauzina egertonii (Lindl.) Dressler & N.H.Williams
- Cuitlauzina pendula Lex.
- Cuitlauzina pulchella (Bateman ex Lindl.) Dressler & N.H.Williams
- Cuitlauzina pygmaea (Lindl.) M.W.Chase & N.H.Williams